# Антіфонт
Антіфо́н (грец. Αντιφων; 2-га половина 5 століття до н. е.) — стародавній грецький філософ-софіст, математик, ідеолог афінської рабовласницької демократії. Зараховується до канону 10 ораторів.
Філософія Антіфона суперечлива. У ній втілена своєрідна спроба поєднати вчення натурфілософів, зокрема Емпедокла та Демокріта, з ідеалістичною філософією елейської школи. Ставлячи «веління природи» — прагнення людей до щастя — вище за громадські обов'язки, Антіфон піддавав критиці державу, суд, закони, створені сильними для пригноблення слабких і, як прихильник теорії «природного права», пропагував ідею рівності всіх людей.